# Aroser Dolomiten
Die Aroser Dolomiten sind eine Reihe von Berggipfeln aus Hauptdolomit bei Arosa in den Plessur-Alpen, Graubünden, Schweiz. Ihre höchste Erhebung ist das Erzhorn (2924 m).

## Lage
Die Gebirgsgruppe liegt zwischen den Talschaften Schanfigg/Welschtobel und Landwassertal im Bereich der Strelakette und der Erzhorn-Lenzer-Horn-Kette.

## Gliederung und Gipfel
Vom Strelapass lassen sich in südwestlicher Richtung die zwei parallelen Gipfelreihen der Strelakette erkennen. Die nordwestliche Reihe verläuft über Strela, Chüpfenflue, Mederger Flue, Tiejer Flue, Furggahörner, Schiesshorn bis zur Leidflue am Eingang des Welschtobels; sie bildet den nordöstlichen Teil der Aroser Dolomiten. Diese finden ihre Fortsetzung auf der gegenüberliegenden Seite des Welschtobels vom Schafrügg über Schaftälli-, Älplisee- und Gamschtällihorn zum Erzhorn am Südwestende. Geologisch werden auch Aroser- und Parpaner Weisshorn sowie das Schiahorn und die Weissflue zu den Aroser Dolomiten gezählt.

## Beschaffenheit
Die Aroser Dolomiten liegen als Hauptüberschiebung der ostalpinen über die penninischen Einheiten direkt über der Aroser Schuppenzone. Sie besitzen eine ähnliche Charakteristik wie gewisse Berge des Montafons (Drei Schwestern, Schesaplana oder Zimba). Die Gipfel sind meist vegetationslos, gegen Südosten in Schrofen und Schutthängen, gegen Nordwesten in gegliederten Felswänden abfallend. Die Felsen sind zwar nur mässig schwierig zu erklimmen, jedoch brüchig und vielerorts schuttbedeckt.

## Entstehung
Wie auch die anderen Dolomitgebiete entstanden die Aroser Dolomiten an flachen tropischen Küsten im Gezeitenbereich. Sie bildeten sich vor rund 210 Mio. Jahren in der Triaszeit. Sie gehören zu den Ablagerungen auf dem kristallinen Grundgebirge der Silvrettadecke vom afrikanischen Kontinentalrand. In jener Zeit begann die Zerdehnung des Urkontinents Pangäa, wodurch sich die Erdkruste weiträumig absenkte und sich das Ur-Tethysmeer von Osten her langsam bis ins Gebiet der späteren Alpen ausdehnen konnte. Während vieler Millionen Jahre herrschten deshalb flachmeerische Bedingungen mit tropischem Klima, und es wurden Dolomitgesteine mit grosser Mächtigkeit gebildet. Anders als etwa in den italienischen Dolomiten, wo die gleichen Gesteine in noch grösserer Mächtigkeit und meist horizontaler Lagerung vorkommen, sind die Gesteine der Aroser Dolomiten durch den Deckentransport verfaltet, zerschert und zerbrochen; sie bilden daher nur ausnahmsweise solide Kletterfelsen.

## Bilder

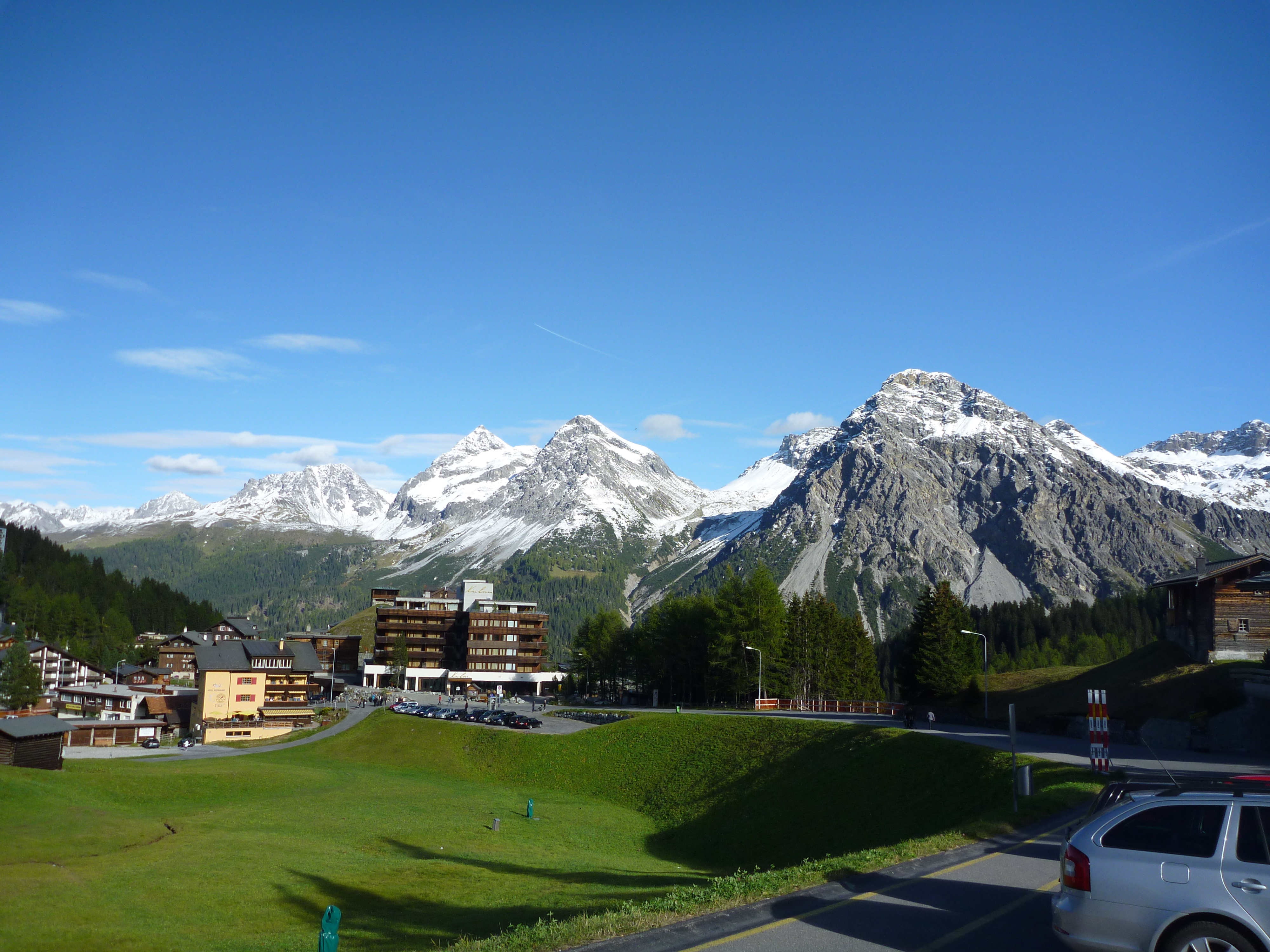
Nordöstlicher Teil (Strela-Schiesshorn)
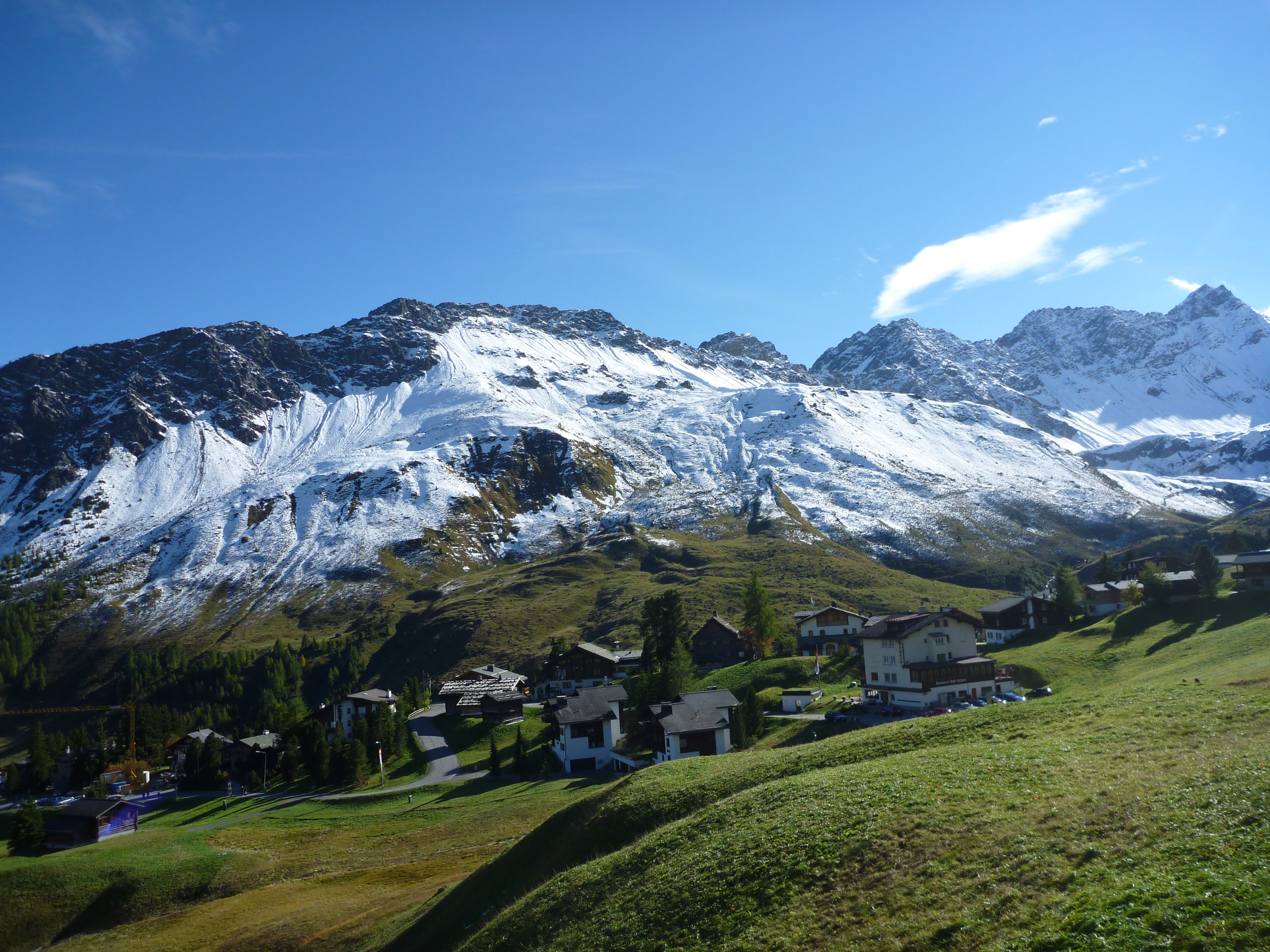
Südwestlicher Teil (Schafrügg-Erzhorn)
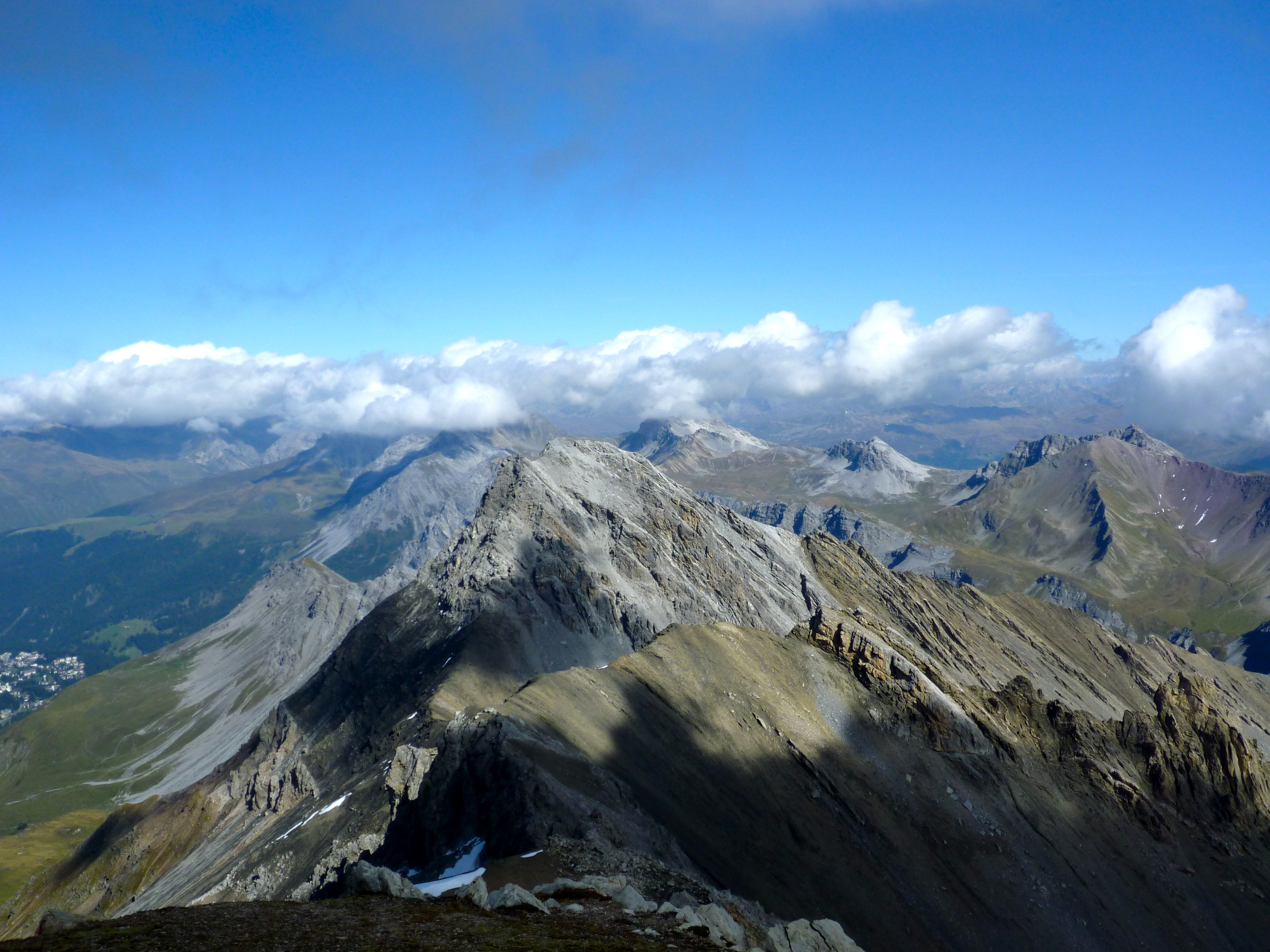
Die Aroser Dolomiten vom Aroser Rothorn
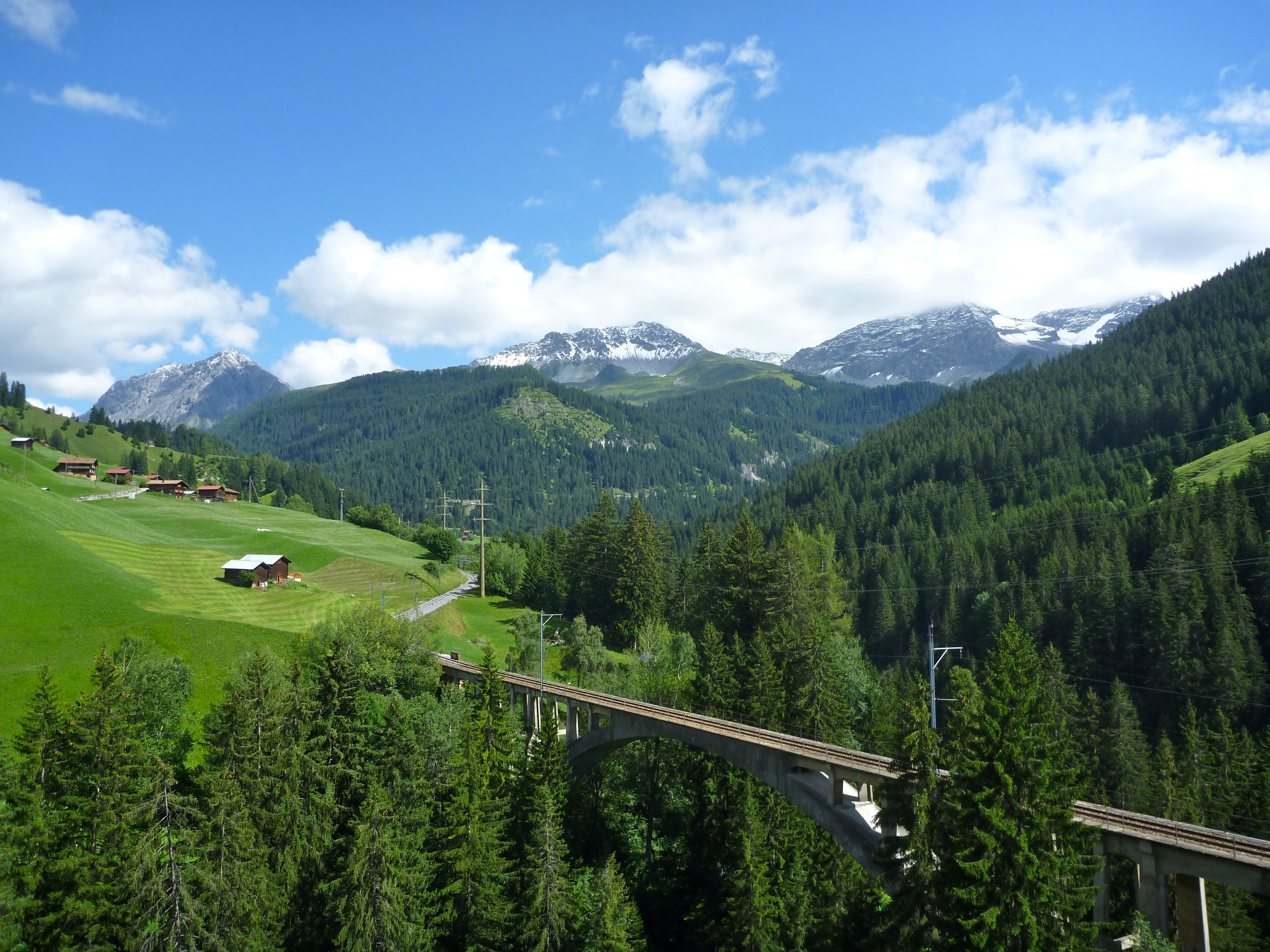
Chüpfenflue, Medergerflue, Tiejer Flue und Furggahorn über dem Gründjitobel-Viadukt
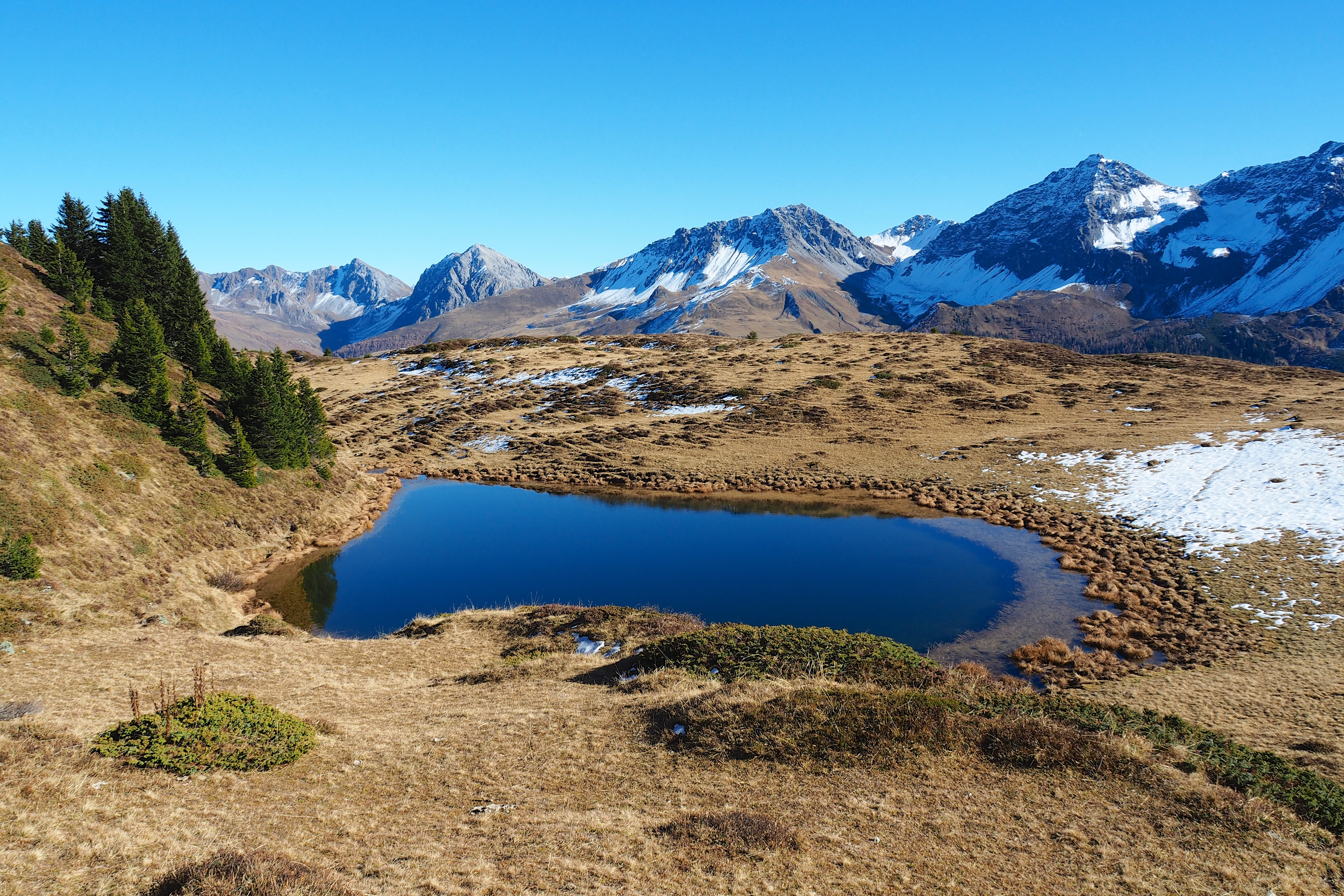
Blick von der Scheidegg Richtung Nordosten
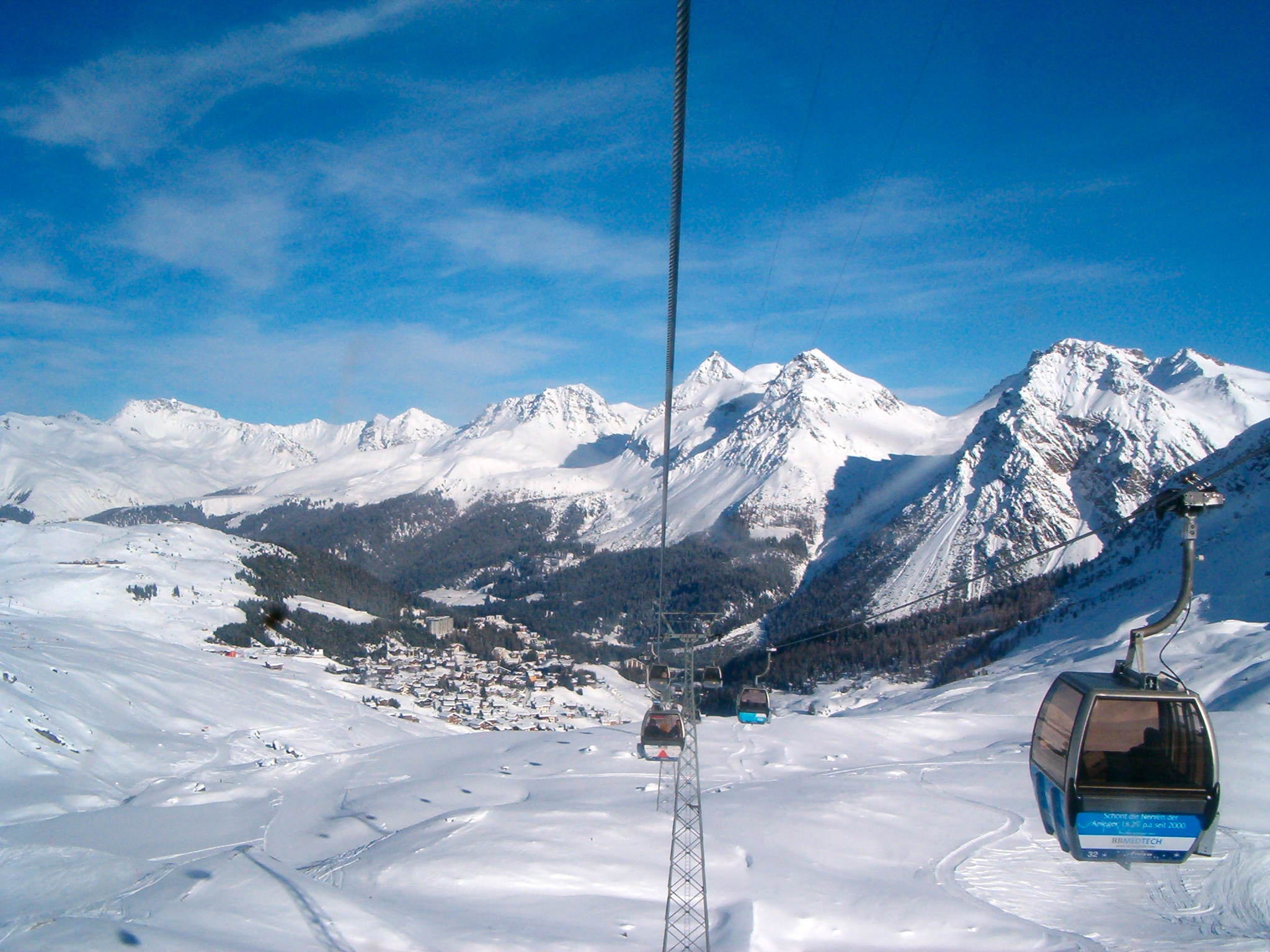
Aroser Dolomiten vom Hörnli Express gesehen
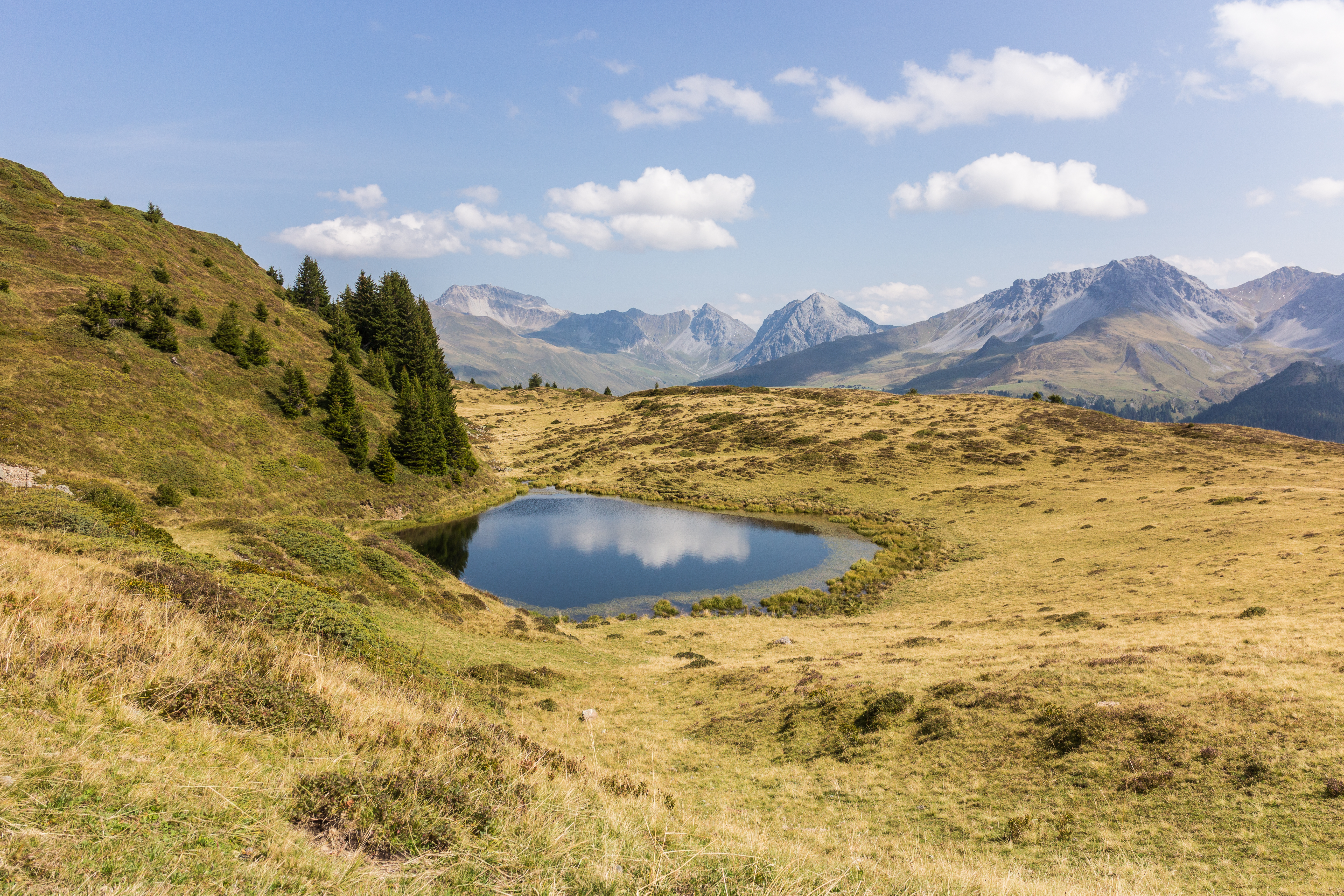
Blick Richtung Chüpfenflue